# St. Georg (Neu-Elfgen)

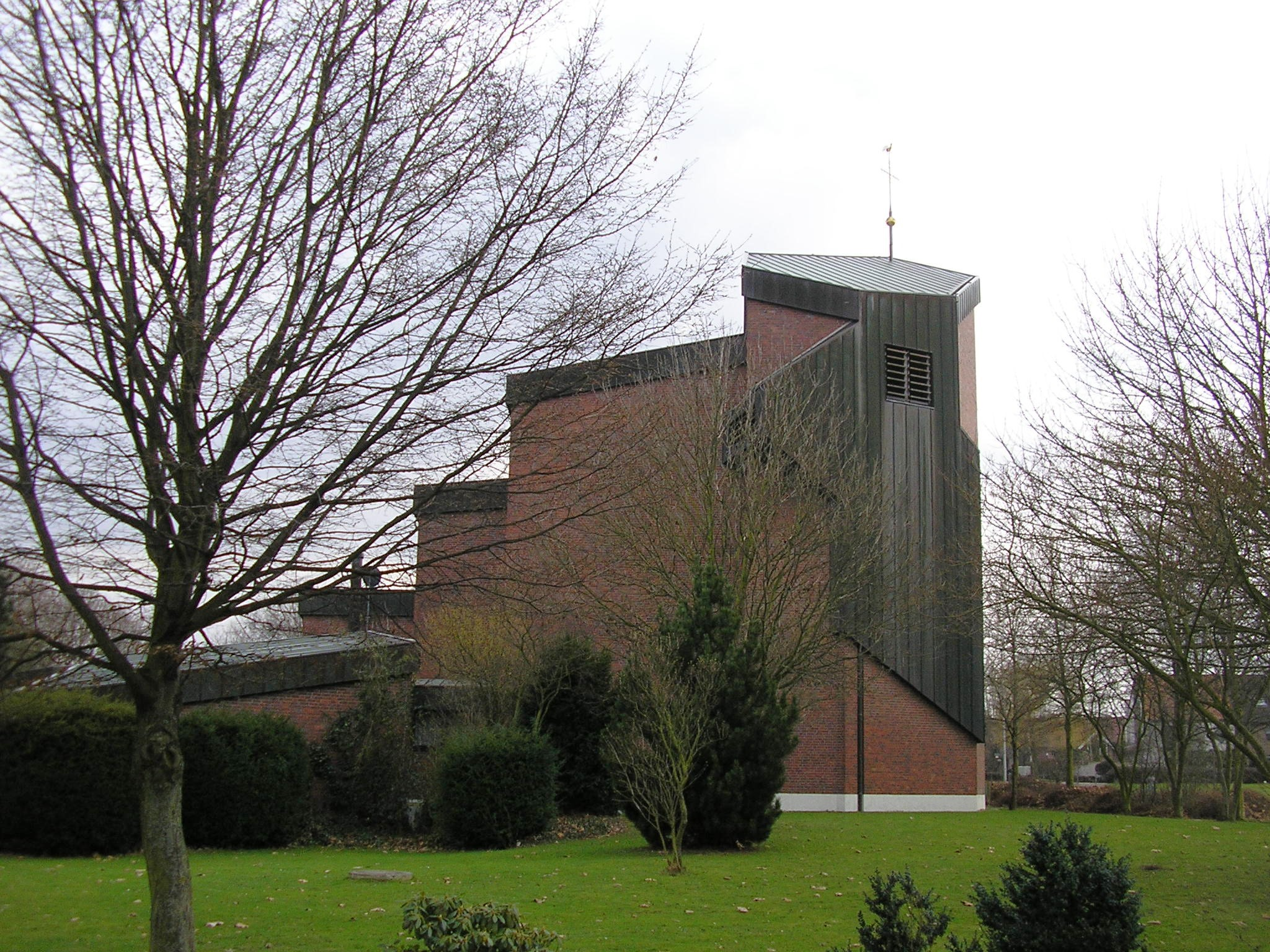
Pfarrkirche St. Georg

Die römisch-katholische Pfarrkirche St. Georg ist ein denkmalgeschütztes Kirchengebäude in Neu-Elfgen, einem Stadtteil von Grevenbroich im Rhein-Kreis Neuss (Nordrhein-Westfalen).

## Geschichte und Architektur

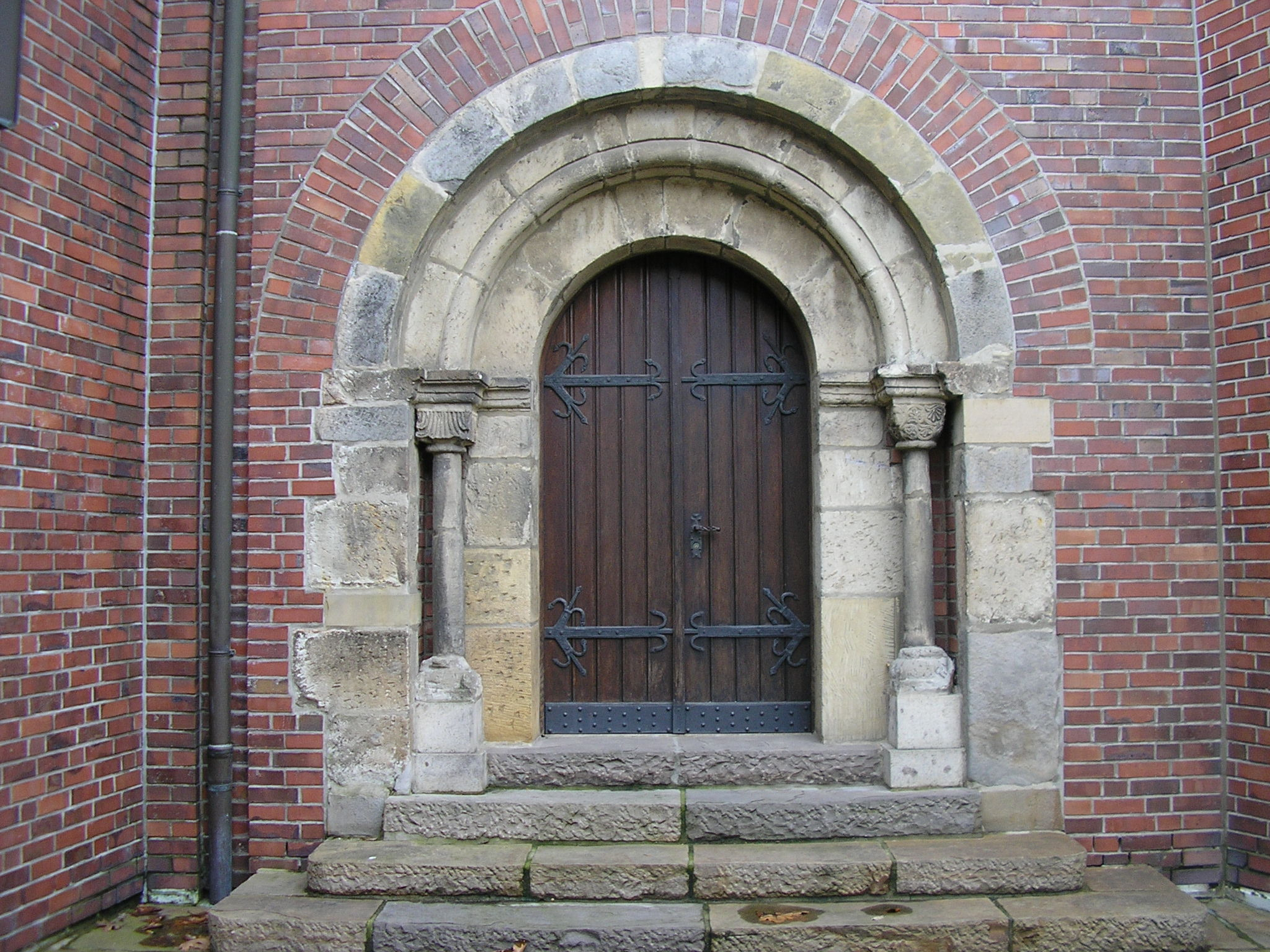
Portal der alten Kirche

Erstmals urkundlich erwähnt wurde eine Kapelle in Elfgen 1059, als der Kölner Erzbischof Anno dem Stift St. Maria ad Gradus den Ort schenkte. Im 12. Jahrhundert wurde eine romanische Kirche erbaut, die um 1300 aber nicht im liber valoris erwähnt wurde. Zu dieser Zeit gehörte Elfgen vermutlich bereits der Pfarrei Gustorf als Filialkirche an. Im Spätmittelalter wurde das romanische Langhaus durch einen gotischen Neubau ersetzt. Zur eigenständigen Pfarrei wurde Elfgen 1663 erhoben. Das Kölner Jesuitenkollegium erhielt später das Präsentationsrecht in der Pfarrei. Dieses Recht hatten die Jesuiten bis 1773 inne. 1749 wurde das gotische Langhaus durch einen schlichten Neubau ersetzt. Ein neuer Turm wurde unter Verwendung von Bausubstanz des romanischen Turmes errichtet. Im Erdgeschoss wurde das Portal der Vorgängerkirche übernommen, die Eckpfeiler aus Tuffstein wurden wieder eingebaut und das letzte Horizontalgesims und das Dachgesims sind wieder angebracht worden. Insgesamt erhielt der Turm so eine neoromanische Baugestalt. 1932/33 wurde die Kirche nach Norden erweitert. Im Rahmen der Umsiedlung von Elfgen wegen des Tagebaus wurde die Kirche 1985 niedergelegt.
Der Neubau von 1984 wurde nach einem Entwurf des Architekten Günter Quasten errichtet. Das romanische Stufenportal aus Haustein, mit einem Bogenwulst auf eingestellten Säulen, aus der Zeit um 1160, wurde aus der alten Kirche übernommen und eingebaut.

## Ausstattung
- Die drei hölzernen Altaraufbauten stammen aus der Barockzeit.
- Die Holzskulpturen stammen vermutlich aus der abgerissenen Kirche St. Maria ad Gradus in Köln.
- Der lebensgroße Kruzifixus ist aus der Zeit um 1500.
- Die kleine Gruppe der hl. Anna selbdritt wurde zu Anfang des 16. Jahrhunderts geschnitzt, das Jesuskind wurde später erneuert. Die Arbeit wurde in der Werkstatt des Meister Tilman geschaffen.
- Die lebensgroßen Figuren der Heiligen Barbara und Katharina von etwa 1510 sind aus der Werkstatt des Meisters der von Carben`schen Gedächtnisstiftung.